# Bacurau-das-antilhas
Noitibó-das-antilhas ou bacurau-das-antilhas (Chordeiles gundlachii) é uma espécie de bacurau nativa do Caribe e de Florida Keys.
Seu epíteto específico, gundlachii, é uma homenagem ao naturalista cubano Juan Gundlach.

## Descrição
Os adultos são escuros com padrões marrons, cinza e brancos na parte de cima do corpo e no peito; as longas asas são pretas e mostram uma barra branca durante o voo. A cauda é escura com faixas brancas; a parte de baixo do corpo é branca com barras pretas. A garganta do macho é branca, enquanto a da fêmea é marrom-clara.  A característica que mais ajuda a diferenciar essa espécie do bacurau-norte-americano, seu parente mais próximo, são as rêmiges terciárias contrastantes, no final da asa. Existem dois morfos, um cinza e um ruivo. Assim como outros bacuraus, esta ave se exibe voando para cima com uma vocalização diferente e, em seguida, mergulhando no ar, mergulho que acaba a apenas alguns metros do solo, criando uma onda de ar e um som característico.

## Habitat e distribuição
Seu habitat de reprodução são campos abertos nas Grandes Antilhas, nas Pequenas Antilhas, nas Bahamas e em Florida Keys nos Estados Unidos. Costumam nidificar no chão e às vezes em locais elevados, como tocos ou telhados de cascalho, favorecendo áreas de florestas recentemente desmatadas, campos de aeroportos, canaviais e pastos.
A distribuição do bacurau-das-antilhas durante o período não reprodutivo era desconhecida até que, em julho de 2013, pesquisadores colocaram um geolocalizador em uma fêmea da espécie. Desse modo, descobriu-se que a fêmea deixou seu local de reprodução em Guadalupe no dia 4 de setembro de 2013, chegando 13 dias depois em seu local de parada, na Isla La Tortuga, no litoral da Venezuela, a 720 km de Guadalupe. A ave permaneceu no local até o dia 16 de novembro, e chegou ao estado do Amazonas, no Brasil, em 20 de janeiro de 2014, em uma área remota de floresta, a aproximadamente 2100 km do local de reprodução. Toda a migração em direção ao sul, incluindo a parada de 60 dias em Isla La Tortuga, durou 138 dias. Após 66 dias no Brasil, a ave deixou o local no dia 1 de abril e chegou em Guadalupe oito dias depois.

## Reprodução
O bacurau-das-antilhas migra para fora de seu lugar de reprodução após criar os filhotes.
Dois ovos são postos diretamente no chão - não há nenhum ninho. A incubação é realizada em grande parte pela fêmea e dura em torno de 20 dias. Os filhotes ganham penas com aproximadamente 20 dias de vida.

## Alimentação
O bacurau-das-antilhas caça insetos em voo usando as asas, forrageando principalmente durante o amanhecer e o anoitecer ou às vezes em noites de lua cheia.